# Escuadrio
Escuadrio es una entidad de población situada en la parroquia de Villanueva, del municipio español de Puebla de Trives, en la provincia de Orense, Galicia.

## Demografía
La entidad de población de Escuadrio no consta ni en las bases de datos del INE ni en las del IGE por lo que se desconocen los datos demográficos de la misma.